# داقوف
قرية داقوف هي إحدى القرى التابعة لمركز سمالوط بمحافظة المنيا في جمهورية مصر العربية. حسب إحصاءات سنة 2006، بلغ إجمالي السكان في داقوف 17298 نسمة، منهم 8566 رجلا و8732 امرأة.